# سوفی وایسنبرگ
سوفی ویسنبرگ (به آلمانی: Sophie Weißenberg) (زادهٔ ۲۴ سپتامبر ۱۹۹۷) ورزشکار آلمانی در رشتهٔ دو و میدانی است که در مسابقات بین‌المللی سطح بالا شرکت می‌کند. او مدال نقرهٔ مسابقات قهرمانی دو و میدانی جوانان جهان در رشتهٔ پرش طول و مدال نقرهٔ قهرمانی دو و میدانی زیر ۲۳ سال اروپا در رشتهٔ هفت‌گانه را کسب کرده است.